# Isis Gee
Tamara Diane Wimer (Seattle, 11 november 1972), bekend als Isis Gee, is een Pools-Amerikaanse zangeres. Ze componeert haar eigen liedjes.

## Biografie
Isis Gee begon haar muziekcarrière op 12-jarige leeftijd. Op 17-jarige leeftijd werd ze verkozen tot 'Best Female Vocalist' in een internationale talentenwedstrijd in Los Angeles. Sinds 2010 woont Isis Gee samen met haar man in Italië.

## Eurovisiesongfestival 2008
Isis Gee was gekozen uit honderden kandidaten om mee te doen aan de Poolse preselectie van het Eurovisiesongfestival, Piosenka dla Europy. Op 23 februari 2008 won ze de nationale preselectie met haar liedje For Life. Op 20 mei 2008 deed ze mee aan de halve finale en behaalde ze de tiende plaats met 42 punten. Dit was voor Polen de eerste keer sinds de invoering van de halve finales dat het de finale haalde. In de finale behaalde ze samen met Duitsland en het Verenigd Koninkrijk de laatste plaats met 14 punten. Dit was een grote teleurstelling voor de Polen. Ze werd wel derde in de categorie voor de 'Beste vrouwelijke uitvoering'.
1994: Edyta Górniak · 
1995: Justyna Steczkowska · 
1996: Kasia Kowalska · 
1997: Anna Maria Jopek · 
1998: Sixteen · 
1999: Mietek Szcześniak · 
2001: Piasek · 
2003: Ich Troje · 
2004: Blue Café · 
2005: Ivan & Delfin · 
2006: Ich Troje · 
2007: The Jet Set · 
2008: Isis Gee · 
2009: Lidia Kopania · 
2010: Marcin Mroziński · 
2011: Magdalena Tul · 
2014: Donatan & Cleo · 
2015: Monika Kuszyńska · 
2016: Michał Szpak · 
2017: Kasia Moś · 
2018: Gromee feat. Lukas Meijer · 
2019: Tulia · 
2021: Rafał · 
2022: Ochman · 
2023: Blanka · 
2024: Luna · 
2025: Justyna Steczkowska
- International Standard Name Identifier: 0000 0004 0655 7379
- MusicBrainz: a656d9c4-96bf-4ffb-861a-ae340be0e83a
- Nationale Bibliotheek van Polen: a0000002061364
- Virtual International Authority File: 302865563